# Битекст
Параллельный текст (битекст) — текст на одном языке вместе с его переводом на другой язык. «Выравнивание параллельного текста» — это идентификация соответствующих друг другу предложений в обеих половинах параллельного текста.
Большие собрания параллельных текстов называются «параллельным корпусом» (англ. parallel corpora). Выравнивание параллельного корпуса на уровне предложений является необходимой предпосылкой для различных аспектов лингвистических исследований. В процессе перевода предложения могут разделяться, сливаться, удаляться, вставляться или менять последовательность. В связи с этим выравнивание часто становится сложной задачей.

## Битекст
В сфере исследований в области перевода «битекст» — это совмещенный документ, состоящий из версий соответствующего текста на исходном и целевом языках.
Битексты создаются с помощью специальных компьютерных программ, которые называются «инструментами для выравнивания» (alignment tool) или «инструментами для битекста» (bitext tool), которые позволяют автоматически выравнивать оригинальную версию текста и его перевод. Подобные программы, как правило, приводят в соответствие два текста (оригинал и перевод) по каждому предложению. Собрание битекстов называется «битекстовой базой данных» или «двуязычным корпусом» и может использоваться в качестве справочника и для поиска нужных сочетаний.

## История
Идея битекста принадлежит Брайану Хэррису (Brian Harris), который первым написал исследование по данной концепции в 1988 году, и была впоследствии развита группой учёных при Университете Монреаля (Université de Montréal), называвшейся RALI (Recherche appliquée en linguistique informatique или Applied Research in Computational Linguistics — «Прикладные исследования в вычислительной лингвистике»). Группа состояла из программистов и лингвистов, изучавших естественную обработку текста. Известными промоутерами концепции битекста являются Пьер Изабель (Pierre Isabelle) и Клод Бедар (Claude Bédard).

## Битексты и память переводов
Идея «битекста» имеет много общего с концепцией памяти переводов. Главное различие между ними в том, что память переводов представляет собой базу данных, в которой сегменты текста (соответствующие друг другу предложения) расположены таким способом, при котором они не связаны с оригинальным контекстом, то есть оригинальная последовательность предложений теряется. Битекст же сохраняет изначальную последовательность предложений.
Стандартным форматом для обмена базами данных памяти переводов между разными системами автоматизированного перевода является формат TMX (XML словарь, опубликованный LISA (Ассоциация отрасли локализации -Localisation Industries Association). TMX позволяет сохранять оригинальный порядок предложений.
Битексты создаются в качестве справочного инструмента для консультаций специалистов-переводчиков, а не автоматизированных программ. Поэтому небольшие ошибки выравнивания или неточности, которые могут привести к сбоям в памяти переводов, для них не имеют значения.

### Параллельные корпусы в Интернете
- Параллельный корпус The JRC-Acquis Multilingual Parallel Corpus законодательства Европейского союза: Acquis Communautaire, содержащий 231 языковую пару.
- Ralf Steinberger Ralf, Bruno Pouliquen, Anna Widiger, Camelia Ignat, Tomaž Erjavec, Dan Tufiş, Dániel Varga, 2006, The JRC-Acquis: A multilingual aligned parallel corpus with 20+ languages, Proceedings of the 5th International Conference on Language Resources and Evaluation (LREC’2006). Genoa, Italy, 24-26 May 2006
- COMPARA — Параллельный корпус Portuguese/English
- TERMSEARCH — Англо-франко-русский параллельный корпус международных конвенций, договоров и других документов
- Англо-русский параллельный корпус в составе Национального корпуса русского языка
- Nunavut Hansard — Параллельный корпус English/Inuktitut

### Программы для выравнивания параллельных текстов
- hunalign — полностью автоматическое средство, учитывающее статистику переводов отдельных слов, но требующее достаточного большого корпуса для надежной работы
- Trados Winalign
- Wordfast tools — реализованы в виде набора макросов MS Word, в отличие от программы Wordfast, работающей как память переводов, средства выравнивания (для пополнения ПП) доступны бесплатно.
- ABBYY Aligner - программа для ПК, позволяющая автоматически выравнивать параллельные тексты.

### Документация
- Parallel text processing bibliography by J. Veronis and M.-D. Mahimon (англ.)
- Proceedings of the 2003 Workshop on Building and Using Parallel Texts (англ.)
- Proceedings of the 2005 Workshop on Building and Using Parallel Texts (англ.)